# Viridario
El Viridario o Vergel de la cosolaçión es una traducción del Viridarium consolationis del fraile Jacobo de Benavente. Está compuesta por cinco libros, cuyos temas principales son:
- Los pecados mortales.
- Vicios del alma.
- Virtudes teologales.
- Otras «virtudes» del alma.
- Cómo llevar al hombre hasta Dios.